# Susies Haarlok
Susies Haarlok is een Nederlandse muziektheatergroep. 

## Beschrijving
Susies Haarlok werd officieel opgericht in 2000 en komt voort uit een Haarlemse rockband. De groep was in de beginperiode betrokken bij verschillende toneelvoorstellingen van Toneelschuur Producties in Haarlem. In deze periode maakten zij ook voor het eerst zelfstandig een kleinschalig theaterexperiment: Never a Dull Moment. Het eerste landelijk toerende programma van Susies Haarlok was Majakovski? Majakovski! (2003, regie Bart Danckaert), gebaseerd op de poëzie en het leven van Vladimir Majakovski (1893-1930). Een radio-versie hiervan werd in 2004 integraal live uitgezonden door de VPRO-radio. Majakovski? Majakovski! was de eerste voorstelling in een reeks van drie, waarin niet werd samengewerkt met acteurs, maar alles op het toneel door de muzikanten zelf gedaan werd. In 2006 volgde De man die zijn hoofd afzette (regie: Matthias Mooij) en in 2007 De saaiheid is te snijden (regie: Aat Ceelen). Vanaf 2006 werkt Susies Haarlok samen met het muziektheatergezelschap Orkater, hetgeen leidde tot de voorstelling Kamp Holland (regie: Gijs de Lange), een productie over de Nederlandse militaire aanwezigheid in Afghanistan, waarvoor Susies Haarlok de muziek componeerde en uitvoerde. 
In 2010 maakte Susies Haarlok onder Orkater met Ibelisse Guardia en Steven de Jong de sciencefictionvoorstelling Wij Weten Ook Niet Wat Er Gaat Gebeuren(in regie van Ivar van Urk). In 2012 componeerde en speelde de groep in Orkaters Breaking The News (regie: Gijs de Lange).
In 2011 ontwikkelde Susies Haarok een meer maatschappelijk betrokken project genaamd Veldwerk. Veldwerk is geen theatervoorstelling maar een concert, waarbij de songteksten worden gemaakt van letterlijke citaten uit interviews die de bandleden afnemen met mensen uit de wijk waar het concert gegeven wordt. Veldwerk kent geen standaard theatertour: voor elk nieuw concert worden opnieuw interviews afgenomen en op die manier ontstaan bij elk concert nieuwe nummers. Er zijn tot dusver Veldwerk versies gemaakt in Dordrecht, Rotterdam en Utrecht. UIt Veldwerk kwam de landelijke tournee Anderman (regie: Dik Boutkan) voort, waarbij de wereld van de volkswijk in de stijl van een buurtfeest naar de 'elitaire' wereld van het theater werd gebracht.
Susies Haarlok componeerde, musiceerde en acteerde in voorstellingen van theatergroepen Tafel van Vijf (jeugd-muziektheater) en Young Gangsters (locatietheater). 
Susies Haarlok speelde verder onder andere op Oerol, Motel Mozaïque, Festival aan de Werf en Lowlands.
Susies Haarlok bestaat uit de muzikanten Harald Austbø, Tjalling Schrik, Wessel Schrik en Arthur Wagenaar. Aan voorstellingen werkten onder andere mee: Ivo Everts, Maarten de Rooij, Gijs Laceulle, Marijn Korff de Gidts, Steven de Jong, Joost Steltenpool, Ibelisse Guardia, Aat Ceelen, Matthias Mooij, Bart Danckaert, Wim Lots, Emanuel Muris, Raphael Troch, Wardy Hamburg, Dieuweke van Reij, Maarten Kastelijns, Ivar van Urk, Roel van Doorn, Leen Braspenning, Dik Boutkan, Mirjam Koen, Herman van Baar, Annechien de Vocht, Lotte Bos.

## Voorstellingen
- 2000: Never a dull moment (Toneelschuur Producties)
- 2000: Spoken (muziek bij Studio Y; Toneelschuur Producties)
- 2001: Alice in Wonderland Niet voor Kinderen (muziek bij Studio Y; Toneelschuur Producties)
- 2002: 500 Kilo Gespierde Razernij (Toneelschuur Producties)
- 2003: Majakovski? Majakovski! (Stichting Susies Haarlok i.s.m. Frascati en Toneelschuur Producties)
- 2006: De man die zijn hoofd afzette (Stichting Susies Haarlok i.s.m. Orkater)
- 2007: De saaiheid is te snijden (onder de vleugels van Orkater)
- 2008: Kamp Holland (muziek bij voorstelling van Orkater)
- 2010: Wij weten ook niet wat er gaat gebeuren (onder de vleugels van Orkater)
- 2011: Veldwerk Dordrecht (i.s.m OMSK)
- 2012: Breaking the news (muziek bij voorstelling van Orkater)
- 2012: Veldwerk Utrecht (i.s.m Festival aan de Werf en Yo Opera)
- 2013: Anderman (Stichting Susies Haarlok)
- 2014: Jesus is my Homeboy (muziek bij voorstelling van Young Gangsters)
- 2014: De Witt of Oranje (muziek bij voorstelling van Tafel van Vijf)
- 2015: Guess who's back? (i.s.m. Young Gansters)
- 2016: Guess who's back? (reprise)
- 2016: De Witt of Oranje (reprise)
- 2018: De vergeten zoon van Willem van Oranje (muziek bij voorstelling van Tafel van Vijf)
- 2021: GROEI (i.s.m. Veenfabriek)
- 2024: ECHT (i.s.m. Veenfabriek en Rijksmuseum Boerhaave)

## Discografie
- 2001: Koffiefilteralbum
- 2003: Majakovski? Majakovski! (promo-ep)
- 2006: De man die zijn hoofd afzette (promo-ep)
- 2007: Boys in the Band, volume 1 (Orkater verzamel-cd)
- 2008: Kamp Holland (muziek uit de gelijknamige voorstelling van Orkater)
- 2011: LIVE 2010 (concertregistratie)
- 2016: Guess Who's Back? (muziek uit gelijknamige voorstelling, limited edition usb stick in vorm van een kruis)